# Archipatrobus
Archipatrobus is een geslacht van kevers uit de familie van de loopkevers (Carabidae). De wetenschappelijke naam van het geslacht is voor het eerst geldig gepubliceerd in 1992 door Zamotajlov.

## Soorten
Het geslacht Archipatrobus omvat de volgende soorten:
- Archipatrobus deuvei Zamotajlov, 1992
- Archipatrobus flavipes (Motschulsky, 1864)
- Archipatrobus suensoni Zamotajlov et Kiyzhanovskij, 1990